# GlobeNet
GlobeNet es un cable de telecomunicaciones de submarino que conecta a Estados Unidos., Bermudas, Colombia, Venezuela y Brasil. Tiene una capacidad de 1.36 Tbit/s montada sobre cuatro pares de fibra (34 x 10 Gigabit x 4 pares de fibra). Se demostró en 2010 que el sistema de cable fue capaz de soportar 5.76 Terabits en todos los segmentos construidos en 2001. El sistema de cable era inicialmente desplegado y llamado GlobeNet, la cual es hoy en día una compañía de BTG Pactual. 
El sistema de cable tiene puntos en:
1. Tuckerton, Nueva Jersey, EE. UU.
2. Boca Ratón, Florida, EE. UU.
3. St David's, Bermudas
4. Maiquetía, Venezuela
5. Fortaleza, Brasil
6. Río de Janeiro, Brasil
7. Barranquilla, Colombia

## Anuncios
El 7 de mayo de 2018, GlobeNet anunció el despliegue de un nuevo cable submarino de 2500 km que unirá Río de Janeiro y Sao Paulo con Buenos Aires. Esta nueva infraestructura conectará a Argentina con la red de GlobeNet en Brasil, enlazando efectivamente el Cono Sur de América con los Estados Unidos y el resto del mundo.
El proyecto se concretó en noviembre de 2020, entrando en operaciones en junio de 2021.